# Дубовий потік (притока Орави)
Дубовий потік (словац. Dubový potok) — річка в Словаччині, права притока Орави, протікає в окрузі Дольни Кубін.
Довжина приблизно 4.3 км. Витік знаходиться в масиві Оравська Магура (частина Будін; схил гори Чистий Грунь) — на висоті близько 980 метрів. Протікає територією села Седляцка Дубова.
Впадає у Ораву на висоті приблизно 515—520 метрів.